# Yōsuke Kon
Yōsuke Kon (jap. 今 洋祐, Kon Yōsuke; * 21. September 1978) ist ein japanischer Eishockeyspieler, der seit 2014 bei den Nippon Paper Cranes aus der Asia League Ice Hockey unter Vertrag steht.

## Karriere
Yōsuke Kon begann seine Karriere als Eishockeyspieler bei Seibu Tetsudo Tokio, für das er von 2001 bis 2003 in der Japan Ice Hockey League aktiv war. Anschließend spielte er drei Jahre lang für den Kokudo Ice Hockey Club in der neu gegründeten Asia League Ice Hockey, wobei er im ersten Jahr parallel mit Kokudo weiterhin in der Japan Ice Hockey League auflief. Von 2006 bis 2009 trat der Center für die Seibu Prince Rabbits in der Asia League an, ehe er zu den Ōji Eagles wechselte. In der Saison 2010/11 war der Linksschütze mit 45 Assists der beste Vorlagengeber der Liga. In der folgenden Spielzeit gewann er mit den Eagles den Meistertitel der Asia League. 2013 wechselte er nach Südkorea zu High1, kehrte aber bereits nach einem Jahr nach Japan zurück, wo er seither bei den Nippon Paper Cranes spielt.

### International
Für Japan nahm Kon an den Weltmeisterschaften 2000, 2002, 2003 und 2004 sowie an den Weltmeisterschaften der Division I 2005, 2006, 2008, 2009 und 2010 teil. Zudem stand er im Aufgebot seines Landes bei den Winter-Asienspielen 2007 in Changchun und 2011 in Astana. Bei den Winter-Asienspielen 2007 gewann er mit seiner Mannschaft die Gold-, bei den Winter-Asienspielen 2011 die Silbermedaille.

## Erfolge und Auszeichnungen
- 2011 Bester Vorlagengeber der Asia League Ice Hockey
- 2012 Meister der Asia League Ice Hockey mit den Ōji Eagles

### International
- 2007 Goldmedaille bei den Winter-Asienspielen
- 2011 Silbermedaille bei den Winter-Asienspielen